# Bundesliga de 1984–85
A Primeira Divisão do Campeonato Alemão de Futebol da temporada 1984-1985, denominada oficialmente de Fußball-Bundesliga 1984-1985, foi a 22º edição da principal divisão do futebol alemão. O campeão foi o FC Bayern München que conquistou seu 8º título na história do Campeonato Alemão.

## Premiação
| 1. Fußball-Bundesliga 1984-1985       |
| Baviera                               |
| ------------------------------------- |
| FC BAYERN MÜNCHEN Campeão (8º título) |